# Glenn Yarbrough
Pour les articles homonymes, voir Yarbrough.
Glen Yarbrough, né le 12 janvier 1930 à Milwaukee (Wisconsin) et mort le 11 août 2016 à Nashville ( Tennessee) à l'âge de 86 ans, est un chanteur et musicien de folk américain.

## Biographie
GlenYarbrough est né à Milwaukee, Wisconsin, le 12 janvier 1930. Il a grandi à Détroit, Michigan, où il a fréquenté la Cass Technical High School. Après avoir obtenu son diplôme d'études secondaires, il a fréquenté l'Université du Michigan, où il a étudié la musique.
Glen Yarbrough a commencé sa carrière musicale au début des années 1950 en chantant dans des clubs et des cafés à folk de Detroit. En 1959, il rejoint les Limeliters, un groupe folk populaire qui connaissait un grand succès à l'époque. Avec les Limeliters, Yarbrough a enregistré plusieurs albums à succès et a fait de nombreuses tournées dans le monde entier.
Yarbrough a quitté les Limeliters en 1963 pour poursuivre une carrière solo. Il a enregistré plusieurs albums solo à succès, dont Baby the Rain Must Fall (1965), qui a été un tube international. Yarbrough a également connu du succès en tant qu'artiste de télévision, apparaissant dans de nombreuses émissions de variétés populaires.

## Vie personnelle
Glen Yarbrough a été marié quatre fois et a eu cinq enfants. Il est décédé le 11 août 2016 à Nashville, Tennessee, à l'âge de 86 ans.

## Héritage
Glen Yarbrough était l'un des chanteurs folk les plus populaires des années 1960. Il était connu pour sa voix puissante et expressive et son interprétation émouvante des chansons folk. Yarbrough a eu une influence majeure sur la musique folk et son travail continue d'inspirer des musiciens du monde entier.

## Albums
- Follow the Drinking Gourd/The Reaper's Ghost (1951)
- Come and Sit By My Side (1957)
- Songs By Glenn Yarbrough (1957)
- Marilyn Child and Glenn Yarbrough Sing Folk Songs (1958)
- One More Round (1964)
- Time to Move On (1964)
- It's Gonna Be Fine (1965)
- Come Share My Life (1965)
- Baby The Rain Must Fall (1965)
- The Lonely Things (1966)
- Live at the Hungry I (1966)
- Honey and Wine (1967)
- The Bitter and the Sweet (1967)
- For Emily, Whenever I May Find Her (1967)
- Let the World Go By (1968)
- We Survived the Madness (1968)
- Each of Us Alone (1969)
- Somehow, Someway (1969)
- Glenn Yarbrough Sings the Rod McKuen Songbook (1969)
- Let Me Choose Life (1970)
- Jubilee (1970)
- Bend Down & Touch Me (1971)
- My Sweet Lady (1974)
- Easy Now (1977)
- Family Portrait (1994)
- Christmas with Glenn Yarbrough (1995)
- Love for Life (1995)
- Divine Love (1995)
- I Could Have Been a Sailor (1995)
- Glenn & Holly Yarbrough Sing Annie Get Your Gun (1997)
- Day the Tall Ships Came (2000)
- Chantyman (2000)